# Diary of a Madman
Diary of a Madman je druhé sólové studiové album anglického heavy metalového zpěváka Ozzy Osbournea, vydané v roce 1981.

## Seznam skladeb
| Pořadí | Název                        | Autor                                                  | Délka |
| ------ | ---------------------------- | ------------------------------------------------------ | ----- |
| 1.     | Over the Mountain            | Ozzy Osbourne, Randy Rhoads, Bob Daisley, Lee Kerslake | 4:31  |
| 2.     | Flying High Again            | Osbourne, Rhoads, Daisley, Kerslake                    | 4:44  |
| 3.     | You Can't Kill Rock and Roll | Osbourne, Rhoads, Daisley                              | 6:59  |
| 4.     | Believer                     | Osbourne, Rhoads, Daisley                              | 5:15  |
| 5.     | Little Dolls                 | Osbourne, Rhoads, Daisley, Kerslake                    | 5:39  |
| 6.     | Tonight                      | Osbourne, Rhoads, Daisley, Kerslake                    | 5:50  |
| 7.     | S.A.T.O.                     | Osbourne, Rhoads, Daisley, Kerslake                    | 4:07  |
| 8.     | Diary of a Madman            | Osbourne, Rhoads, Daisley, Kerslake                    | 6:14  |

### Bonus na reedici roku 2002
| Pořadí | Název               | Autor                     | Délka |
| ------ | ------------------- | ------------------------- | ----- |
| 9.     | I Don't Know (Live) | Osbourne, Rhoads, Daisley | 4:56  |

### 2011 'Legacy Edition' disc 2
Všechny skladby byly nahrány na turné Blizzard of Ozz.
| Pořadí | Název                     | Autor                                          | Délka |
| ------ | ------------------------- | ---------------------------------------------- | ----- |
| 1.     | I Don't Know              | Osbourne, Rhoads, Daisley                      | 5:08  |
| 2.     | Crazy Train               | Osbourne, Rhoads, Daisley                      | 6:26  |
| 3.     | Believer                  | Osbourne, Rhoads, Daisley                      | 5:37  |
| 4.     | Mr. Crowley               | Osbourne, Rhoads, Daisley                      | 6:19  |
| 5.     | Flying High Again         | Osbourne, Rhoads, Daisley, Kerslake            | 4:17  |
| 6.     | Revelation (Mother Earth) | Osbourne, Rhoads, Daisley                      | 5:58  |
| 7.     | Steal Away (The Night)    | Osbourne, Rhoads, Daisley                      | 8:00  |
| 8.     | Suicide Solution          | Osbourne, Rhoads, Daisley                      | 8:34  |
| 9.     | Iron Man                  | Geezer Butler, Tony Iommi, Osbourne, Bill Ward | 3:12  |
| 10.    | Children of the Grave     | Butler, Iommi, Osbourne, Ward                  | 5:07  |
| 11.    | Paranoid                  | Butler, Iommi, Osbourne, Ward                  | 3:17  |

## Sestava
- Ozzy Osbourne - zpěv
- Randy Rhoads - kytara
- Bob Daisley - gong, baskytara, zpěv
- Lee Kerslake - bicí, perkuse, tubular bell, tympány